# Sköljasjön
Sköljasjön är en sjö i Södra Unnaryds distrikt (Södra Unnaryds socken) i Hylte kommun i Småland och ingår i Nissans huvudavrinningsområde. Sjön ligger nära Länsväg N 870 mellan Hyltebruk och Unnaryd.